# 股票增值權
股票增值權（英語：Stock appreciation right，縮寫：SAR）通常與認購權配合使用，其中股票增值權不須實際購買股票，經理人直接就期末公司股票增值部分(=期末股票市價-約定價格)得到一筆報酬，經理人可以選擇增值的現金或購買公司股票。此外，由於經理人並未實際購買股票，故可避免「避險行為」的發生。